# Mieres
|  | Pel que fa al municipi asturià, vegeu Mieres (Astúries). |

Mieres és una vila i municipi de la comarca de la Garrotxa, a les Comarques Gironines amb una extensió de 26,29 km². Al sud-est de la comarca, comprèn una de les cubetes que formen la fossa tectònica forma part del Parc Natural de la Zona Volcànica de la Garrotxa, separada de la vall de Llémena pel horst format per la serra de Finestres (al sud-est) i la del Rocacorba (sud-est), enllaçades pel collet de Bastarra (sud) i les serres de Trentinyà i de Portelles. Aquesta cubeta constitueix la capçalera del Ritort, afluent del Ser per la dreta (dins el terme de Sant Miquel de Campmajor, que rep, a més, diversos torrents, entre els quals la riera de Mieres, o el Merdançà) que davallen de les serres esmentades.

## Geografia
- Llista de topònims de Mieres (Orografia: muntanyes, serres, collades, indrets..; hidrografia: rius, fonts...; edificis: cases, masies, esglésies, etc).

El municipi és constituït per la vila de Mieres i els antics pobles del Freixe i de Ruïtlles, i el barri de la Cellera. Limita amb els termes municipals de Sant Miquel de Campmajor (est), Sant Martí de Llémena (sud), Sant Aniol de Finestres (sud-oest), Santa Pau (oest), i Sant Ferriol (nord). Travessa el terme la carretera d'Olot a Banyoles per Santa Pau, de la qual deriva un brancal vers El Torn (Sant Ferriol).
L'agricultura és de secà amb vinyes i oliveres, i la ramaderia és bovina.
Documentat des de l'any 834, va tenir lloc en 1484 la segona Guerra dels Remences dirigits per Pere Joan Sala, quan els camperols es van negar a pagar tributs excessius als seus senyors. La zona muntanyosa que envolta la capçalera del riu Tort té boscos de pinedes de pi blanc, rouredes i alzinars.
L'agricultura té conreus de cereals (mill, blat i blat de moro) el de secà amb vinyes i oliveres, i la ramaderia és bovina la qual té una certa importància, ja que assorteix una indústria de productes lactis, l'única de la població a considerar.
La població tingué una línia ascendent reflectida pels fogatjaments i pels censos dels segles XVI-XIX, però des d'aleshores inicià una davallada que arriba fins als nostres dies. El fogatjament del 1370 dona 67 focs (60 d'Església i 7 d'aloers), que el 1553 havia davallat a 36 focs. Durant el segle xviii l'índex de creixement de Mieres fou un dels més alts de tota la Garrotxa: els 358 h del 1717 augmentaren a 1.183 h en el cens de José Moñino y Redondo, primer comte de Floridablanca del (1787) i arribà encara als 1.511 el 1857. Aquest creixement es basà principalment en una taxa de natalitat força elevada (segons Maria de Bolòs i Capdevila d'un 39,5% del 1794 al 1803, d'un 35,9% del 1904 al 1913 i d'un 19,4% el 1944-1950, acompanyada d'unes taxes de mortalitat en els mateixos períodes de 30,2%, 25,9% i 13,8% respectivament). El 1900 la població va baixar a 1.042 h, estacionada en 1.054 h el 1930, per iniciar, a causa del corrent emigratori vers poblacions més industrialitzades, una forta baixa els darrers decennis; 804 h el 1960, 569 h el 1970 i 453 h, només el 1979.

## Història
La vila de Mieres es troba a 286 m d'altitud, a l'interfluvi de la riera del mateix nom i el riu Tort, agrupament centrat per l'església parroquial de Sant Pere de Mieres, d'època barroca amb un esvelt campanar de torre quadrada, que havia estat possessió del monestir de Banyoles. Documentat des de l'any 834, (Miliarias) i la jurisdicció va pertànyer a la corona. Al nord del poble hi ha la masia de Can Gou, casal fortificat, amb barbacana.
Va tenir lloc en 1484 la segona Guerra dels Remences que afectaren Catalunya, dirigits per Pere Joan Sala, Mieres va tenir un paper força destacat: el mes de setembre d'aquell any es va produir l'anomenat alçament de Mieres, quan els camperols es van negar a pagar tributs excessius als seus senyors. Atacaren la comitiva de l'agutzil reial Gilabert Salvà, acompanyat del veguer de Girona i Besalú i d'altres autoritats, quan pretenia d'executar els béns dels pagesos remences que no volien pagar els censos i les tasques. La victòria inicial es veié compromesa per l'arribada del lloctinent de Catalunya Enric d'Aragó, però, quan es retirà, Sala aconseguí de propagar la insurrecció a tota la Garrotxa, les Guilleries, la plana de Vic, la Selva i el Gironès.
També durant la Guerra del Francès, Mieres fou escenari d'alguns enfrontaments: a principis del mes de febrer del 1812 el guerriller Rovira situà el seu regiment a la línia Amer-Mieres per tal d'oposar-se al moviment de les hosts franceses sobre Olot i al cap d'uns pocs dies va aconseguir de dispersar una columna napoleònica que juntament amb el conegut bandoler "Boquica" intentava d'apropar-se a Olot.

### El barri de la Cellera
Aquest barri al sud de la vila, té a la seva part alta l'antiga església de Santa Maria de Romaria. En un document del 878 Carles el Calb reconeix al monestir de Banyoles el vilar de Romzentila, confirmat el 916 per Carles el Simple (Rumzaveyla); el 1226 Jaume I reconegué al dit monestir la propietat i la jurisdicció d'aquest barri o cellera nova de Romaria. El primitiu edifici romànic fou reformat el segle xvi (1589) i a la segona meitat del segle xviii, i conservà fins al 1936 una notable imatge de la Mare de Déu de fusta policromada, obra probablement de la fi del segle xiii (reconstruïda actualment amb prou fidelitat).

### Santa Maria del Freixe
A l'extrem meridional del terme, damunt el collet de Bastarra, hi ha l'església de Santa Maria del Freixe, que centra un veïnat de població esparsa. Es troba esmentada ja l'any 1000 (Freixa), fou sufragània de la de Mieres. És d'origen romànic, amb una nau, fou ampliada el nord amb un campanar de planta quadrada; l'absis és mutilat per una porta i té una planta de ferradura. A finals del segle xx fou restaurada a càrrec de la Diputació de Girona.

### Sant Andreu de Ruïtlles
L'església de Sant Andreu de Ruïtlles, uns 2 km al sud de la vila, antiga parròquia sufragània de la de Mieres, centra també un petit veïnat disseminat. D'origen romànic, té una nau, volta de canó i arcs torals, amb absis; la porta és del 1798, i el campanar, modern. Es troba en estat d'abandonament.

### Antics veïnats
Escampats pel terme hi ha els antics veïnats de Burgueroles, el Samuntà de Dalt i el Samuntà de Baix, i les masies de Reixac, Can Griver, el Bruguer i Can Verdeguer.

## Demografia
| Entitat de població | Habitants (2023) |
| Mieres              | 205              |
| Brugueroles         | 58               |
| Samuntà de Dalt     | 46               |
| Samuntà de Baix     | 22               |
| Ruïtlles            | 22               |
| Font: Idescat       |                  |

| 1497 f | 1515 f | 1553 f | 1717 | 1787  | 1857  | 1877  | 1887  | 1900  | 1910  |
| ------ | ------ | ------ | ---- | ----- | ----- | ----- | ----- | ----- | ----- |
| -      | 42     | 36     | 358  | 1.183 | 1.511 | 1.329 | 1.256 | 1.042 | 1.059 |

| 1920  | 1930  | 1940 | 1950 | 1960 | 1970 | 1981 | 1990 | 1992 | 1994 |
| ----- | ----- | ---- | ---- | ---- | ---- | ---- | ---- | ---- | ---- |
| 1.095 | 1.054 | 947  | 954  | 804  | 569  | 394  | 383  | 339  | 339  |

| 1996 | 1998 | 2000 | 2002 | 2004 | 2006 | 2008 | 2010 | 2012 | 2014 |
| ---- | ---- | ---- | ---- | ---- | ---- | ---- | ---- | ---- | ---- |
| 300  | 318  | 336  | 333  | 356  | 331  | 346  | 330  | 333  | 326  |

| 2016 | 2018 | 2020 | 2022 | 2024 | 2026 | 2028 | 2030 | 2032 | 2034 |
| ---- | ---- | ---- | ---- | ---- | ---- | ---- | ---- | ---- | ---- |
| 317  | 312  | 345  | 141  | 349  | -    | -    | -    | -    | -    |

## Indrets d'interès
- Església de Sant Pere. Barroca
- Església de Santa Maria de Freixe. Romànica
- Església de Ruïtlles. Romànica
- Cementiri: hi són enterrades les cendres de l'escriptor Tom Sharpe[1]

## Festes
- Fira de l'intercanvi. Se celebra anualment el segon diumenge de novembre
- Processó del Dolors. Se celebra anualment el diumenge abans de Rams, durant la Setmana Santa, recreant la passió de Crist

## Educació
Educació infantil (3-6 anys)
- Escola Finestres

Primària
- Escola Finestres